# Monomordnung
Eine Monomordnung oder Termordnung {\displaystyle \leq } ist eine lineare Ordnung auf der Menge der Monome über einer endlichen Variablenmenge. Monomordnungen werden zur Definition der Division mit Rest von Polynomen in mehreren Variablen benötigt. Eine Gröbnerbasis bzgl. {\displaystyle \leq } definiert den Rest dieser Division eindeutig.

## Definition
Eine lineare Ordnung {\displaystyle \leq } auf der Menge
{\displaystyle M:=\{x^{\alpha }=x_{1}^{\alpha _{1}}\cdots x_{n}^{\alpha _{n}}\mid \alpha =(\alpha _{1},\dotsc ,\alpha _{n})\in \mathbb {Z} _{\geq 0}^{n}\}}
der Monome in den Variablen {\displaystyle x_{1},\dots ,x_{n}} heißt Monomordnung, falls gilt
(1) Für alle Monome {\displaystyle x^{\alpha },x^{\beta },x^{\gamma }\in M} gilt
{\displaystyle x^{\alpha }\leq x^{\beta }\Rightarrow x^{\alpha +\gamma }\leq x^{\beta +\gamma }}
(2) Das Monom {\displaystyle 1} ist das kleinste Monom, also
{\displaystyle \forall x^{\alpha }\in M:1\leq x^{\alpha }}

### Äquivalente Definitionen
Es sind auch andere äquivalente Definitionen üblich. So ist es etwa möglich die Bedingung (2) durch eine andere Bedingung auszutauschen. In der Literatur finden sich zum Beispiel:
(2') Die Ordnung {\displaystyle \leq } ist eine Wohlordnung
oder auch äquivalenten dazu
(2*) Bezüglich der Ordnung {\displaystyle \leq } gibt es keine unendlichen absteigenden Ketten {\displaystyle x^{\alpha _{1}}>x^{\alpha _{2}}>x^{\alpha _{3}}>\cdots } von Monomen.
Die Eigenschaft (2*) ist Grundlage vieler Terminierungsbeweise für Algorithmen im Zusammenhang mit Gröbnerbasen.

## Beispiele für Monomordnungen

### Monome in einer Variablen
Falls wir nur eine Variable haben, also {\displaystyle n=1} gilt, gibt es nur eine Monomordnung {\displaystyle \leq }. Aus der Definition einer Monomordnung folgt nämlich direkt, dass in diesem Fall {\displaystyle 1=x^{0}\leq x^{1}\leq x^{2}\leq \dotsc } sein muss.

### (Rein) Lexikalische Ordnung
Bezüglich der lexikalischen oder lexikographischen Ordnung {\displaystyle \leq _{\mathrm {lex} }} gilt {\displaystyle x^{\alpha }\leq _{\mathrm {lex} }x^{\beta }} genau dann, wenn der am weitesten links stehende, von Null verschiedene Eintrag von {\displaystyle \alpha -\beta } negativ ist. Das heißt, es kann rekursiv definiert werden
{\displaystyle x^{\alpha }\leq _{\mathrm {lex} }x^{\beta }\Leftrightarrow (\alpha _{1}<\beta _{1}){\mbox{ oder }}(\alpha _{1}=\beta _{1}{\mbox{ und }}x_{2}^{\alpha _{2}}\cdots x_{n}^{\alpha _{n}}\leq _{\mathrm {lex} }x_{2}^{\beta _{2}}\cdots x_{n}^{\beta _{n}}).}

### Totalgradordnung
Die Totalgradordnung oder graduierte lexikalische Ordnung {\displaystyle \leq _{\mathrm {tdeg} }} ist definiert durch
{\displaystyle x_{1}^{e_{1}}\cdots x_{n}^{e_{n}}\leq _{\mathrm {tdeg} }x_{1}^{f_{1}}\cdots x_{n}^{f_{n}}\Leftrightarrow \left(\sum _{i=1}^{n}e_{i}<\sum _{i=1}^{n}f_{i}\right){\mbox{ oder }}\left(\sum _{i=1}^{n}e_{i}=\sum _{i=1}^{n}f_{i}{\mbox{ und }}x_{1}^{e_{1}}\cdots x_{n}^{e_{n}}\leq _{\mathrm {lex} }x_{1}^{f_{1}}\cdots x_{n}^{f_{n}}\right)}

### Grad-revers-lex-Ordnung (Degree reverse lexicographical order)
Hier gilt:
{\displaystyle x_{1}^{e_{1}}\cdots x_{n}^{e_{n}}\leq _{\mathrm {degrevlex} }x_{1}^{f_{1}}\cdots x_{n}^{f_{n}}\Leftrightarrow \left(\sum _{i=1}^{n}e_{i}<\sum _{i=1}^{n}f_{i}\right){\mbox{ oder }}\left(\sum _{i=1}^{n}e_{i}=\sum _{i=1}^{n}f_{i}{\mbox{ und }}f_{j}\leq e_{j}{\mbox{ für }}j=max\{i:e_{i}\neq f_{i}\}\right)}

### Matrix-Ordnungen
Sei {\displaystyle A\in \mathbb {Z} ^{n\times n}}invertierbar mit der Eigenschaft, dass in jeder Spalte der erste von Null verschiedene Eintrag positiv ist. Dann gilt:
{\displaystyle x^{\alpha }\leq _{\mathrm {A} }x^{\beta }\Leftrightarrow (A\alpha \leq _{\mathrm {lex} }A\beta ).}
Insbesondere kann man jede beliebige Monomordnung als Matrixordnung in {\displaystyle \mathbb {R} ^{n\times n}}darstellen. So ergibt sich beispielsweise für die Totalordnung (graduiert lexikographische Ordnung) folgende Matrix: {\displaystyle {\begin{pmatrix}1&1&...&1&1\\1&0&...&0&0\\0&1&...&0&0\\...&...&...&...&...\\0&0&...&1&0\end{pmatrix}}}. Die Grad-revers-lex-Ordnung kann folgendermaßen in eine Matrix umgesetzt werden: {\displaystyle {\begin{pmatrix}1&1&...&1&1\\0&0&...&0&-1\\0&0&...&-1&0\\...&...&...&...&...\\0&-1&...&0&0\end{pmatrix}}}.

### Blockordnungen oder Eliminationsordnungen
Jedes Monom {\displaystyle m} über einer Variablenmenge {\displaystyle X\cup Y}
kann auf eindeutige Weise in ein Produkt {\displaystyle m_{x}m_{y}} zerlegt werden, so dass
in {\displaystyle m_{x}} nur Variablen aus {\displaystyle X} und in {\displaystyle m_{y}} nur Variablen aus {\displaystyle Y} vorkommen.
Mit dieser Schreibweise wird
für gegebene Monomordnungen {\displaystyle \leq _{x}} und {\displaystyle \leq _{y}} auf Monomen über den Variablen aus {\displaystyle X} bzw. {\displaystyle Y} die Blockordnung {\displaystyle \leq _{x>y}} auf Monomen in {\displaystyle X\cup Y} definiert als
{\displaystyle m\leq _{x>y}n{\mbox{ genau dann, wenn }}(m_{x}<_{x}n_{x}){\mbox{ oder }}(m_{x}=n_{x}{\mbox{ und }}m_{y}\leq _{y}n_{y})}

## Begriffe im Zusammenhang mit Polynomen
Eine Monomordnung erlaubt es die Monome in einem Polynom anzuordnen. Für ein Polynom {\displaystyle f(x)=\sum _{\alpha }a_{\alpha }x^{\alpha }\in k[x]=k[x_{1},\dotsc ,x_{n}]} kann dann zum Beispiel der Multigrad {\displaystyle {\mbox{multideg}}_{\leq }(f)}, der Leitkoeffizient {\displaystyle {\mbox{LC}}_{\leq }(f)}, das Leitmonom {\displaystyle {\mbox{LM}}_{\leq }(f)} oder der Leitterm {\displaystyle {\mbox{LT}}_{\leq }(f)} von {\displaystyle f} bezüglich der Monomordnung {\displaystyle \leq } definiert werden. Es gilt
{\displaystyle {\mbox{multideg}}_{\leq }(f):=\max _{\alpha \in \mathbb {Z} _{\geq 0}^{n},a_{\alpha }\neq 0}\alpha ,\quad {\mbox{LC}}_{\leq }(f):=a_{{\mbox{multideg}}_{\leq }(f)},\quad {\mbox{LM}}_{\leq }(f):=x^{{\mbox{multideg}}_{\leq }(f)},\quad {\mbox{LT}}_{\leq }(f):={\mbox{LC}}_{\leq }(f){\mbox{LM}}_{\leq }(f)=a_{{\mbox{multideg}}_{\leq }(f)}x^{{\mbox{multideg}}_{\leq }(f)}.}
Für den Polynomring in einer Variablen ergeben sich daraus die üblichen Definitionen für den Grad des Polynoms, seinen Leitkoeffizienten und seinen Leitterm.